# Косте Фађоли (Лоди)
Косте Фађоли је насеље у Италији у округу Лоди, региону Ломбардија.
Према процени из 2011. у насељу је живело 33 становника. Насеље се налази на надморској висини од 63 м.